# Томпсон, Макс
Макс То́мпсон (англ. Max Thompson; 31 декабря 1956, Ливерпуль — 27 июня 2023) — английский футболист, защитник.

## Карьера
Томпсон являлся воспитанником «Ливерпуля», свой первый профессиональный контракт с клубом он подписал в январе 1974 года. 8 мая того же года он вышел на поле в матче против «Тоттенхэма» — этот поединок стал последним матчем сезона в чемпионате Англии и предпоследней игрой «Ливерпуля» под руководством легендарного тренера «красных» Билла Шенкли. Благодаря своему выходу на поле Макс в возрасте 17 лет и 129 дней стал самым молодым игроком «Ливерпуля» в истории, который выходил в матче лиги. 9 мая 2010 году его рекорд побил Джек Робинсон, выйдя на замену в матче Премьер-лиги с «Халл Сити» в возрасте 16 лет и 250 дней.
Четыре дня спустя «Ливерпуль» разгромил «Ньюкасл Юнайтед» в финале Кубка Англии, и единственным отличием от состава на матч против «Тоттенхэма» стало возвращение в строй Джона Тошака вместо Томпсона. Томпсон ещё только раз появился в матче первой команды «Ливерпуля», 4 ноября 1975 года сыграв против испанского «Реал Сосьедад» в матче Кубка УЕФА. В декабре 1977 года Макс покинул «Ливерпуль» и перешёл в «Блэкпул», а позднее выступал также за ряд североамериканских и британских клубов.